# مات دالتون
مات دالتون هو لاعب هوكي الجليد كندي، ولد في 4 يوليو 1986 في Clinton, Ontario ‏ في كندا.

## وصلات خارجية
- مات دالتون على موقع دوري الهوكي الوطني (الإنجليزية)
- مات دالتون على موقع دوري الهوكي للقارات (الإنجليزية)
- مات دالتون على موقع EliteProspects.com (الإنجليزية)
- مات دالتون على موقع HockeyDB.com (الإنجليزية)
- مات دالتون على موقع أوليمبيديا (الإنجليزية)